# Lucas Bernardi
Lucas Ademar Bernardi (Rosario, 1977. szeptember 27. –) argentin válogatott labdarúgó, edző.

## Pályafutása

### Klubcsapatban
A Newell’s Old Boys csapatában kezdte pályafutását 1998-ban, majd 2000-ben a francia Olympique Marseille csapatánál töltött el egy szezont. Ezek után 2001 és 2008 között az AS Monaco játékosa lett, ahol több mint 170 mérkőzésen lépett pályára és 2004-ben bajnokok ligája döntőt játszott az FC Porto ellen, amit elveszítettek. A francia csapat után visszatért nevelő klubjába és a 2012–13-as szezonban argentin bajnokok lettek.

### Válogatottban
Az argentin válogatott tagjaként részt vett a 2005-ös konföderációs kupán. A döntőben a brazil válogatott ellen elvesztett mérkőzésen végig a pályán volt.

### Menedzserként
2015-ben a Newell’s Old Boys és 15 tétmérkőzésen irányította a klubot. 2016. november 9-én az Arsenal de Sarandí megbízott edzője lett. 2017. január 1-jén a Godoy Cruz csapatának lett a menedzsere.

## Sikerei, díjai
- AS Monaco
  - Francia ligakupa: 2002–03
- Newell’s Old Boys
  - Argentin bajnok: 2012–13